# سقف كنيسة سيستينا

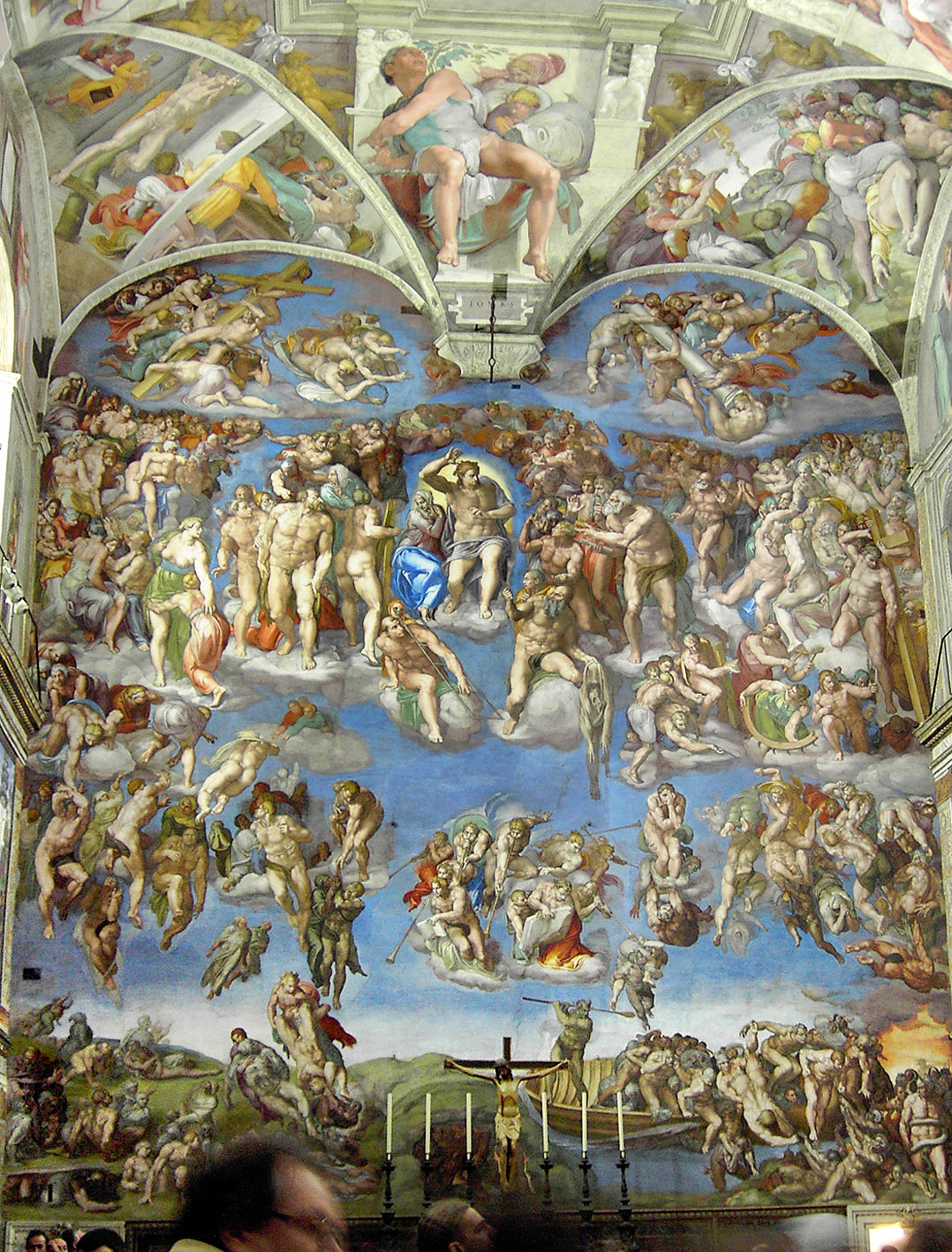
أيقونة "الحساب الأخير" لمايكل أنجلو تزين المذبح الرئيسي لكنيسة سيستينا وتعتبر أشهر أيقونات العالم.

زخرفة سقف كنيسة سيستينا يعتبر من الأعمال الفنية الضخمة للفنان مايكل آنجلو قام برسمها بين 1508 و1512 ويعتبر إحدى قمم فن عصر النهضة. عندما توقف العمل على قبر يوليوس الثاني بدأ بمشروع ضخم آخر لا يقل عن نظيره تم بتكليف من يوليوس نفسه وهو زخرفة سقف كنيسة سيستينا في روما. خلال الفترة الواقعة بين سنة 1508 و1512. قام مايكل أنجلو بإبداع إحدى أجمل المخططات الرسومية التمهيدية لزخرفة سقف الكنيسة البابوية في الفاتيكان. من خلال رسومه المتشابكة وزخارفه المعقدة استطاع تصوير قصة سفر التكوين لدى الإنجيل بدءاً من فصل الظلام عن النور (فوق المذبح) مروراً بقصة آدم وحواء منهياً بقصة نوح. وخلال الزوايا وزع عدة مشاهد تتناول العديد من القصص الدينية.
أهم ما في العمل صورة خلق آدم لما لها أهمية من طريقة العرض القوية التي تجمع ما بين المعنى العميق وجمال الصورة ووضوحها. حيث يتموضع آدم بشكل ممتد على الأرض بشكل يتلاقى مع الخالق وبطريقة مدهشة استطاع مايكل أنجلو أن يصور قصة الكتاب المقدس حول خلق الله لآدم من التراب من خلال جعل آدم يضطجع على الأرض وهو يمد يده بهدوء نحو الطاقة الإلهية لتمنحه القوة والحياة.